# Aspilidea myrinii
Aspilidea myrinii är en lavart som först beskrevs av Elias Fries, och fick sitt nu gällande namn av Hafellner. Aspilidea myrinii ingår i släktet Aspilidea, klassen Lecanoromycetes, divisionen sporsäcksvampar och riket svampar.  Arten är reproducerande i Sverige. Inga underarter finns listade i Catalogue of Life.